# フジマート四国
株式会社フジマート四国（フジマートしこく）は、愛媛県松山市宮西に本社を置くスーパーマーケット。フジの完全子会社。

## 概要
愛媛県松山市の食品スーパー・エービーシーとその関連会社のスーパーゼットの店舗全5店舗を継承し、食品スーパーを展開している。なお、エービーシー･スーパーゼットから譲渡を受けた店舗の土地・建物等はフジのグループ会社の西南企画が引き継ぎ、全従業員･在庫等をフジマート四国が引き受けている。また、「スーパーABC」の屋号もそのまま引き継ぎ展開している。
2022年3月に同年2月13日まで「サニーTSUBAKI」として営業していた道後店と桑原店の2店舗を株式会社サニーTSUBAKIから承継し、「スーパーABC」に転換の上、順次再開業。道後店から店舗名を変更した道後桶又店がフジマート四国発足後初の新店舗となった。

## 沿革
- 2014年（平成26年）
  - 7月14日 - 会社設立。
  - 8月30日 - 株式会社エービーシー･株式会社スーパーゼットと事業譲渡契約締結[2]。
  - 8月31日 - エービーシー･スーパーゼットによる営業終了。
  - 9月1日 - フジマート四国による事業開始。
- 2017年（平成29年）2月13日 - 久米店が閉店。
- 2018年（平成30年）7月7日 - 上一万店が建て替えを経て再開業[3]。
- 2022年（令和4年）
  - 3月1日 - 株式会社フジとマックスバリュ西日本株式会社の経営統合に伴い、親会社が株式会社フジ・リテイリング（株式会社フジの総合小売業を吸収分割により準備会社へ承継・分社化する形で発足）となる。
  - 3月4日 - 同年2月13日をもって閉店した「サニーTSUBAKI道後店」を承継・改修し、道後樋又店としてリニューアルオープン（既存店舗に道後南店があるため、店舗名も改称）。フジマート四国発足後初の新店舗となる[1]。
  - 3月5日 - 同年2月13日をもって閉店した「サニーTSUBAKI桑原店」を承継・改修しリニューアルオープン[1]。
  - 7月8日 - 1月から店舗建て替えの為休業していた平井店がリニューアルオープン[4]。当社の店舗で初となるイオン銀行ATMも設置された[5]。
- 2024年（令和6年）
  - 3月1日 - 株式会社フジが株式会社フジ・リテイリングとマックスバリュ西日本を吸収合併したことに伴い、親会社が2年ぶりに株式会社フジに戻る。
  - 3月31日 - 道後南店が建て替えのため一旦営業を終了。
  - 11月9日 - 道後南店が建て替えを終え、店名を持田店へ変更して再開業[6]。

## 店舗

### 現在
- 上一万店（勝山町2丁目21-1）
- 持田店（持田町1丁目141-1）
- 石井店（北土居3丁目8番11）
- 平井店（水泥町747番地） - 旧「スーパーZ」店舗
- 道後樋又店（道後樋又1-33） - 旧「サニーTSUBAKI」店舗（旧店舗では道後店として営業）
- 桑原店（桑原4丁目17-10） - 旧「サニーTSUBAKI」店舗

### 過去
- 久米店（鷹子町1番1） - 閉店後、同じフジカンパニーズのレデイ薬局へ移管され、ドラッグストア「くすりのレデイ」となる。